# أتباع الشاه
أتباع الشاه: انقلاب أمريكي وجذور الإرهاب في الشرق الأوسط هو كتاب كتبه الصحفي الأمريكي ستيفن كينزر في عام 2003. الكتاب هو رواية تاريخية عن انقلاب إيران عام 1953 المدعوم من السي آي أي والذي أطاح برئيس الوزراء المنتخب ديمقراطياً محمد مصدق.
یقول كينزر في كتابه أنه «سجلت هذه العملية بداية التدخل الأمريكي السافر في تقرير مصائر شعوب المنطقة والتحكم في القرارات السياسية فيها منذ الحرب العالمية الثانية.»
اختارت صحيفتا واشنطن بوست وذي إيكونوميست كتاب «أتباع الشاه» واحدًا من أفضل كتب عام 2003.

## المؤلف
ستيفن كينزر (4 أغسطس 1951) هو كاتب وصحفي وأكاديمي أمريكي. وكان مراسلا لصحيفة نيويورك تايمز. في عام 1990، تمت ترقيته إلى مدير مكتب برلين وتغطية التطورات في أوروبا الشرقية والوسطى لأنها خرجت من الحكم السوفيتي. وفي الفترة ما بين عامي 1996م و2000م شغل منصب مدير مكتب الصحيفة في إسطنبول بتركيا.
ألّف كينزر العديد من الكتب. وكان كتابه الأول، الفاكهة المرة، عن الانقلابات العسكرية وزعزعة الاستقرار في غواتيمالا خلال الخمسينيات. وله مؤلفات عن تركيا وأمريكا الوسطى وإيران والولايات المتحدة التي أطاحت بحكومات أجنبية من أواخر القرن التاسع عشر حتى الوقت الحاضر، وكذلك عن تعافي رواندا من الإبادة الجماعية.
ينتقد كينزر ما يعتبره سياسة خارجية تدخلية للولايات المتحدة تجاه أمريكا اللاتينية، والشرق الأوسط. وقد لخص الموقف الأمريكي من الديمقراطية قائلا:

## الملخص
كتاب «أتباع الشاه» هو رواية تاريخية عن الانقلاب المدعوم من السي آي إيه عام 1953 والذي أطاح برئيس الوزراء المنتخب ديمقراطياً محمد مصدق بعد أن قامت إيران بتأميم صناعتها النفطية.
ويتحدث بان هذه العملية كانت أول عملية انقلاب للمخابرات الأمريكية في الشرق الأوسط، بعد الحرب العالمية الثانية، والتي مثلت بداية للتدخل الأمريكي السافر في تقرير مصائر شعوب المنطقة، والتحكم في القرارات السياسية فيها.
يبدأ كينرز كتابه، بإشارة إلى محاولات البريطانيين الفاشلة لإسقاط مصدق، بعد أن وجه لهم ضربة قاضية بتأميم البترول الإيرانى وطرد الشركة البريطانية.
فتصاعدت حدة المواجهة بين إيران وبريطانيا. فرضت بريطانيا حظراً اقتصادياً ساحقاً على إيران. وسحبت جميع فنييها وأغلقت منشآتها النفطية. فواجهت إدارة التأميم افتقار العديد من المصافي إلى فنيين مدربين. وعززت بريطانيا قوتها البحرية حول الميناء الذي يتم تصدير النفط منه. ثم رفعت القضية إلى محكمة العدل الدولية بتهمة ان صناعة النفط الإيرانية هي ملكها الخاص وأن مصدق قد سرقها منها. لكن فشلت جميع مساعي إنجلترا بالحصول على حكم ضد مصدق.
علم مصدق بتآمر البريطانيين عليه، فأغلق السفارة البريطانية في أكتوبر 1952، وهو ما جعل البريطانيين يلجأون لحليفهم الولايات المتحدة للتعاون على إسقاط مصدق.
ويشير المؤلف إلى أنه في عام 1953 م نظمت كل من بريطانيا والولايات المتحدة الأمريكية عملية سرّية تسمى أجاكس من أجل الإطاحة بحكومة رئيس الوزراء الإيراني. فأنشأت المخابرات المركزية الأمريكية شبكة قوية من العلاقات في إيران، واحتوت هذه الشبكة على أكثر من مائة عميل وميزانية سنوية تتجاوز المليون دولار، ليتسنى لها تدبير العملية وتجريد مصدق من اتباعة.
حيث استخدمت السي آي أي أسلوب الرشوة لشراء ولاءات معلقي الأخبار، والصحفيين، وبعض رجال الدين والسياسيين، ورجال العسكر والكثير من شقاوات طهران وقدمت لهم عشرات الآلاف من الدولارات شهريًا، ليقوموا بحملة نَقْد وتشويه ضد مصدق. وقد ارتفعت تلك الحملة النفسية إلى مستويات عالية؛ حيث وصل هجوم الصحافة عليه إلى مستويات غير مسبوقة من العنف؛ فقد اتُّهِم في المقالات الصحفية بالميول الشيوعية والتخطيط ضد مصلحة العرش والشاه، واتُّهم أيضًا بأنه من أصول يهودية وأنه يتعاطف سرًا مع البريطانيين.
كما قامت العصابات المأجورة بإثارة الشغب والفوضى في الشوارع باسم مصدق، فخرج آلاف المتظاهرين من أجل نهب المحلات، وسرقة الممتلكات الخاصة، وإطلاق الرصاص على المدنيين، وانضم الشيوعيون والقوميون المتحمسون إلى تلك المظاهرات. فكانت سي آي أي تهدف بذلك خلق انطباع جمعي أن طهران قد خرجت عن السيطرة وأن حكومة مصدق لم تعد قادرة على التحكم في الوضع، ثم تقديم طوق النجاة لإيران في صورة عودة الشاه عبر حشد شعبي ضخم في اليوم الرابع لمعارضة مصدق وحكومته. وهذا ما حصل بالفعل.

## استقبال
اختارت صحيفتا واشنطن بوست وذي إيكونوميست كتاب «أتباع الشاه» واحدًا من أفضل كتب العام. وكتبت عنه صحيفة واشنطن بوست بأنه «كتاب رائع يأسر الألباب بأسلوبه القريب إلى حد كبير من الملاحم الإغريقية... ومرجع لكل من لديه اهتمام حقيقي بمعرفة كيف وصلت الولايات المتحدة إلى المأزق الذي تواجهه الآن في الشرق الأوسط». وكتبت صحيفة نيويورك تايمز: «يحكي الكتاب قصة مثيرة ويذكرنا بمرحلة من تاريخ الشرق الأوسط يغفل عنها كثيرون».
وقد استشهد به أحد كتب العلوم السياسية الرئيسية كمصدر رئيسي لانقلاب عام 1953. وجعلت العديد من دورات الدراسات العليا والجامعية في الولايات المتحدة وخارجها، دراسته إلزامية.